# 雙通道記憶體技術

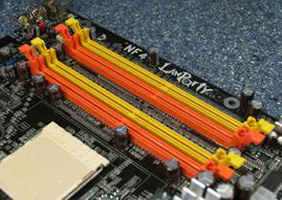
支援Hyper DIMM的雙通道插槽，一個通道可連接多條RAM

雙通道（英語：Dual-channel）是一種能夠讓電腦效能增加的技術，此種技術將多个記憶體由串联方式改良为并联方式，以得到更大的頻寬。最早使用此技術的記憶体是Rambus。

## 運作方式
記憶體使用单通道技术时，主機板上記憶體線路是以串聯方式設計，也就是僅是以一條記憶體的頻寬運作，安裝多條記憶體只是容量會相加。當記憶體匯流排頻寬為64-bit，如DDR4，無論安裝幾條記憶體，匯流排頻寬都固定為64-bit。
雙通道便是利用並聯方式運作，當裝置雙數條記憶體並以雙通道排列模式安裝時，匯流排頻寬將會達到單一條記憶體的兩倍頻寛，例如在DDR4可達到128-bit，但記憶體的容量仍會以兩倍計算。也就是開雙通道後，記憶體頻寬可以增至兩倍，一般而言效能也會增加。
理論上，雙通道匯流排能將記憶體的資料傳輸效能提升兩倍；但對系統整體效能來說，開啟雙通道帶來的性能提升視所使用的作業與軟體而定，但不會提升到兩倍。在實際使用上，若非長時間的極大資料運算或透過測試軟體取得測試資訊，對於使用者的操作上並沒有明顯的差異。
如果是純粹的CPU運算，使用雙通道的效能增長不大。但對於影像處理需求較大的軟體而言，雙通道技術不啻為一大幫助，因為這類軟體需要CPU與記憶體之間互相傳輸大量的資料，故較大的頻寬可以節省傳輸時間。所以在使用雙通道時，雙倍的記憶體頻寬可使晶片組或CPU內置繪圖核心的系統效能增長，但效能提升不會達到兩倍，往往只有三到五成，實際仍依不同的軟體與CPU架構而定。

## 歷史

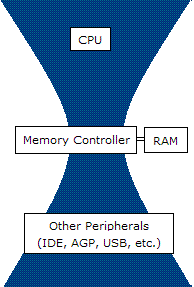
圖片顯示CPU、RAM和其他週邊設備之間的瓶頸

在DDR RAM發展中期，記憶体頻寬开始出現瓶頸。若晶片組只支援單通道記憶體，就算插入兩條DDR記憶体也都是單通道記憶體，不會變成雙通道記憶體。FSB頻寬比記憶体頻寬大得多，而处理器处理完的資料不能即時存入記憶体，造成处理器效能不能完全發揮，因此晶片組廠商引入雙通道記憶體技術。單條DDR記憶体是64位元頻寬，而兩條則是雙倍的128位元，瓶頸現象得以舒緩。
在AMD平台，引入雙通道記憶體技術的第一家晶片組廠商是nVidia，但當时AMD处理器的FSB頻寬不大，雙通道記憶體的效能提升作用輕微。其後，Intel將DDR雙通道記憶體技術引入，配合Xeon处理器，晶元組名為E7205。它支援DDR266雙通道記憶體，用DDR的價錢得到RDRam的效能，而主機板廠將之支援Pentium 4。畢竟是伺服器平台產品，價格比較貴。SiS的SiS 655出現，使DDR雙通道成了平民化的技術；由於支援DDR 333雙通道記憶體，效能比E7205更高，價錢更低。
i865PE支援DDR400雙通道記憶體，800MHz FSB的Pentium 4。而i915P亦新增支援DDR-II 533雙通道記憶體，P965支援DDR-II 800雙通道記憶體，X48更支援DDR3-1600雙通道記憶體。
AMD平台方面，NVIDIA以nForce 2 Ultra 400支援DDR400雙通道記憶體，成為當时AMD平台效能最佳晶片組，更擊敗VIA，隨後AMD的Athlon 64系列处理器亦內建了DDR/DDR2雙通道記憶體控制器。
- Socket 940 - 支援DDR ECC雙通道記憶體
- Socket 939 - 支援DDR non-ECC雙通道記憶體
- Socket AM2和Socket AM2+ - 支援DDR2 non-ECC雙通道記憶體

SiS和VIA亦在Intel和AMD平台推出过支援雙通道記憶體的晶片組。

## 條件及安裝
開啟雙通道模式必須要主機板的控制晶片支援，早期的平台架構需要使用至少兩條規格（時脈、品牌、顆粒等）相同的記憶體。NVIDIA的nForce 2是較早支援使用兩條不同規格之記憶體運作，規定比較不嚴苛，但是未能肯定穩定度是否足夠，目前大部份的主機板都支持使用两条不同容量的内存条组成非对称性双通道，性能亦有提升，稳定性也经过测试。
記憶體安裝的方式也是關鍵，並非有支援雙通道的主機板上安裝兩條記憶體就能運作，還需要正確的安裝；像部份nForce 2的設計有四條記憶體插槽，依序為1、2、3、4，而必須要安裝1、3或是2、4才能使用雙通道，若僅安裝1、2就會開啟單通道模式。各款晶片組設定方式不一，各家主機板也可能不同，因此必須要參考使用說明書以正確方式安裝。如果安裝成功並正常運作，開機時BIOS便會顯示“Dual Channel Mode Enable”或類似訊息，表示正確啟用雙通道。